# Johnson County, Texas
Johnson County är ett administrativt område i delstaten Texas, USA, med 150 934 invånare (2010). Den administrativa huvudorten (county seat) är Cleburne.

## Geografi
Enligt United States Census Bureau har countyt en total area på 1 901 km². 1 888 km² av den arean är land och 13 km² är vatten.

### Angränsande countyn
- Tarrant County - norr
- Ellis County - öster
- Hill County - söder
- Bosque County - sydväst
- Somervell County - sydväst
- Hood County - väster
- Parker County - nordväst
- Dallas County - nordost

### Städer och samhällen
- Alvarado
- Briaroaks
- Burleson (delvis i Tarrant County)
- Cleburne (huvudort)
- Coyote Flats
- Cresson (delvis i Hood County och i Parker County)
- Cross Timber
- Crowley (delvis i Tarrant County)
- Godley
- Grandview
- Joshua
- Keene
- Mansfield (delvis i Ellis County och i Tarrant County)
- Rio Vista
- Venus (delvis i Ellis County)